# Giovanni Folo
Giovanni Folo, född 1764 i Bassano, död 1836 i Rom, var en italiensk kopparstickare.
Folo var lärjunge till Giovanni Volpato, men utbildade sig sedermera efter Raffaello Morghen. Han övergick från punkteringsmaneret till det egentliga gravstickelarbetet och förstod i synnerhet att uppfatta och troget återge Rafaels stil. Bland Folos mästerverk kan nämnas Madonna dei candelabri och Marias förmälning, efter Rafael, Adam och Eva, efter Tizian, samt Kristus uppväcker änkans son i Nain, efter Annibale Carracci. 